# Jupân
Jupân este un titlu onorific dat odinioară, în Evul Mediu, boierilor și dregătorilor (atâta vreme cât erau în funcție).

## Etimologie
Miklosich (Slawistische Elementen, 22); Șeineanu (Semasiologie, 238); Rosetti (GS, V, 158 și BL, V, 222) și Cândrea socotesc că Jupân provine din cuvântul slav županŭ „stăpân al unui pogon de pământ”. Giuglea (Dacoromania, III, 606-10) derivează Jupân din cuvântul grec γύπη „casă”, cu sufixul romanic -anus (gypanus); Pușcariu (Lr., 257) îl explică printr-un împrumut din limba avară, în timp ce Philippide (II, 15) vede în el un cuvânt dacic autohton pe care îl apropie de Diupaneos (alteori Diurpaneus), titlu dat lui Decebal, a cărui semnificație este necunoscută dar care însemna poate „Domnul”.

## Folosire
Jupân a fost folosit în Ungaria, în Țările Române, în Bulgaria, în Serbia și în Grecia:
- forma grecească : γύπηανὀς
- forma maghiară : ispán (șpan)[1]
- forma românească : jupân
- forma slavă chirilică : жупънь
- forma slavă en litere latine : županŭ.

Prin extindere, în sec. XVII și XVIII începe să fie dat oricărei persoane pe care interlocutorul dorea s-o măgulească.